# Psychronaetes hanseni
Psychronaetes hanseni (лат.) — вид голотурий семейства летмогониды отряда боконогих. Единственный вид рода Psychronaetes.
Бентосные животные. Имеют круглое ротовое отверстие на вентральной стороне тела, а также маленькие листовидные щупальца, которыми проталкивают пищу в рот. Встречаются в восточной части Тихого океана и западной части Атлантического. Длина тела до 30 см. Обитают на глубине от 1804 до 5200 м. Тропическое глубоководные голотурии. Они безвредны для человека, объектами промысла не являются, их охранный статус не определен.